# Österskärs havsbad
Österskärs havsbad (även kallad Solbrännan) är ett EU-bad i Österåkers kommun belägen vid Trälhavet tre kilometer från Åkersberga Centrum. Det är ett bad med klippor och 150 meter långgrund sandstrand. Intill badet finns parkeringsmöjligheter, en gästbrygga, toaletter, en lekplats samt restaurang och café.
På stranden finns två grillplatser och ett picknickbord. 800 meter från Österskärs havsbad finns en järnvägsstation som förbinder Österskär med Stockholm via lokalbanan Roslagsbanan.

## Aktiviteter
Österskärs havsbad är hemmastrand för Österskärs Vindsurfingklubb . Klubben arrenderar ett klubbhus i anslutning till stranden med förvaring av vindsurfingbrädor och kajaker. 
Vid stranden finns Trälhavets båtklubb  som arrangerar seglarskola.